# 광주 한씨
광주 한씨(廣州韓氏)는 경기도 광주시를 본관으로 하는 한국의 성씨이다.

## 역사
창신교위(彰信校尉)로 충무위부사용(忠武衛副司勇)을 지낸 한학(韓鶴)의 아들 한전(韓詮)이 전의감봉사(典醫監奉事)로서 1567년(선조(宣祖) 즉위년) 식년 의과(醫科)에 급제하였다.
한복(韓福)의 아들 한대운(韓大云, 1603년생)이 1637년(인조(仁祖) 15년) 별시(別試) 무과(武科)에 급제하여 면천(免賤)되었다.

## 인구
광주 한씨는 2015년 대한민국 통계청 인구조사에서 54명으로 조사되었다.